# Coupe de Pologne de football 2019-2020
Navigation
Coupe de Pologne 2018-2019 Coupe de Pologne 2020-2021
La Coupe de Pologne de football 2019-2020 (Puchar Polski w piłce nożnej 2019-2020 en polonais, ou Totolotek Puchar Polski 2019-2020 pour des raisons de parrainage) est la 66e édition de la Coupe de Pologne, qui oppose chaque année les clubs des trois premières divisions de Pologne ainsi que les seize vainqueurs des coupes régionales. La compétition commence le 6 août 2019 et se termine le 24 juillet 2020.
La finale, qui aurait dû se dérouler le 2 mai 2020 au stade national de Varsovie, est reportée au 24 juillet et se joue à l'Arena Lublin en raison de la pandémie de Covid-19 et de la limitation du nombre de spectateurs dans les stades polonais,.
Le vainqueur de l'épreuve se qualifie pour le premier tour préliminaire de la Ligue Europa 2020-2021, sauf s'il remporte le championnat et se qualifie donc pour le premier tour de qualification de la Ligue des champions. Dans ce cas, le billet européen est attribué au deuxième du championnat, et le quatrième récupère la dernière place qualificative pour la Ligue Europa.
Après prolongation, le Cracovia remporte la coupe en battant en finale le tenant du titre, le Lechia Gdańsk. Il s'agit du premier titre pour le club cracovien dans la « coupe aux mille équipes », en 114 ans d'existence.

## Déroulement de la compétition
Depuis l'édition 2018-2019, la compétition se déroule sur le format de matchs simples (jusqu'alors, les quarts et les demies se jouaient sur deux matchs aller et retour).
Le tour préliminaire ne concerne plus que les huit clubs les moins bien classés de troisième division l'année précédente, tandis que ceux engagés en première et deuxième division ainsi que les clubs restants de troisième division et les seize vainqueurs des coupes régionales font leur entrée lors des trente-deuxièmes de finale.

## Nombre d'équipes par division et par tour
- Date d'entrée des clubs :
  - Tour préliminaire : 8 clubs les moins bien classés de 3e division 2018-2019 ;
  - 32es de finale : 16 clubs de 1re division 2018-2019, 18 clubs de 2e division 2018-2019, 10 clubs les mieux classés de 3e division 2018-2019, 16 vainqueurs de coupes régionales.

| Divisions \ Manches    | Tour prélim. (4 matches) | 32es de finale | Seizièmes de finale | Huitièmes de finale | Quarts de finale | Demi- finales | Finale |
| ---------------------- | ------------------------ | -------------- | ------------------- | ------------------- | ---------------- | ------------- | ------ |
| Ekstraklasa 16 équipes | non présents             | 16             | 11                  | 8                   | 5                | 4             | 2      |
| I liga 18 équipes      | non présents             | 18             | 8                   | 4                   | 3                | aucun         | aucun  |
| II liga 18 équipes     | 4                        |                | 9                   | 3                   | aucun            | aucun         | aucun  |
| III liga               | 3                        |                | 3                   | 1                   | aucun            | aucun         | aucun  |
| IV liga                | non présents             |                | 1                   | aucun               | aucun            | aucun         | aucun  |
| Clubs amateurs         | non présents             |                |                     |                     |                  |               |        |
| Total                  | 7                        | 64             | 32                  | 16                  | 8                | 4             | 2      |

## Dotations
Le 24 avril 2019, le bureau exécutif de la fédération polonaise détermine les primes pour les clubs participant à l'édition 2019-2020 de la Coupe de Pologne.
|                       | Club                                                |
| Vainqueur             | 3 000 000                                           |
| Finaliste             | 500 000                                             |
| Demi-finaliste        | 250 000                                             |
| Quart de finaliste    | 125 000                                             |
| Huitième de finaliste | 60 000                                              |
| Seizième de finaliste | 30 000                                              |
| 32e de finaliste      | 40 000 (vainqueurs régionaux) 10 000 (autres clubs) |

## Compétition

### Tour préliminaire
Le Rozwój Katowice s'est retiré de toute compétition nationale lors de la saison 2019-2020.
| 6 août 2019 | Olimpia Elbląg (D3)             | 2 – 1   | ROW Rybnik (D4)            |                                                   |                                                   |
| 19 h (CEST) | Brychlik 76e · Szuprytowski 86e | (0 – 0) | 78e Plizga · 84e Pacholski | Stade municipal, Elbląg Arbitrage : Łukasz Karski | Stade municipal, Elbląg Arbitrage : Łukasz Karski |
| 19 h (CEST) | Rapport                         |         |                            | Stade municipal, Elbląg Arbitrage : Łukasz Karski | Stade municipal, Elbląg Arbitrage : Łukasz Karski |

| 7 août 2019 | Skra Częstochowa (D3) | 1 – 2   | Ruch Chorzów (D4)                  |                                                                     |                                                                     |
| 17 h (CEST) | Wolny 7e              | (1 – 0) | 88e Bartolewski · 90e (pen.) Idzik | Stadion Skry, Częstochowa Spectateurs : 700 Arbitrage : Paweł Kukla | Stadion Skry, Częstochowa Spectateurs : 700 Arbitrage : Paweł Kukla |
| 17 h (CEST) | Rapport               |         |                                    | Stadion Skry, Częstochowa Spectateurs : 700 Arbitrage : Paweł Kukla | Stadion Skry, Częstochowa Spectateurs : 700 Arbitrage : Paweł Kukla |

| 7 août 2019    | Gryf Wejherowo (D3)                | 3 – 2   | Siarka Tarnobrzeg (D4)         |                                                                         |                                                                         |
| 17 h 30 (CEST) | Majewski 8e 27e (pen.) · Hebel 40e | (3 – 2) | Sulkowski 2e (pen.) 15e (pen.) | Stadion Gryf, Wejherowo Spectateurs : 340 Arbitrage : Mariusz Korpalski | Stadion Gryf, Wejherowo Spectateurs : 340 Arbitrage : Mariusz Korpalski |
| 17 h 30 (CEST) | Rapport                            |         |                                | Stadion Gryf, Wejherowo Spectateurs : 340 Arbitrage : Mariusz Korpalski | Stadion Gryf, Wejherowo Spectateurs : 340 Arbitrage : Mariusz Korpalski |

|  | Błękitni Stargard (D3) | 3 – 0 (forfait) | Rozwój Katowice |  |  |
|  |                        |                 |                 |  |  |

### Seizièmes de finale
Les matchs ont lieu les 29, 30 et 31 octobre 2019. Le tirage au sort a lieu le 27 septembre, au siège de la fédération. 
| 29 octobre 2019 | Stilon Gorzów Wielkopolski (D5) | 1 – 5   | Zagłębie Lubin (D1)                                       |                                                                               |                                                                               |
| 13 h (CET)      | Nowak 65e                       | (0 – 1) | 33e 80e Sirk · 53e Starzyński · 88e Szysz · 90e Dąbrowski | Stadion OSiR, Gorzów Wielkopolski Spectateurs : 832 Arbitrage : Mateusz Jenda | Stadion OSiR, Gorzów Wielkopolski Spectateurs : 832 Arbitrage : Mateusz Jenda |
| 13 h (CET)      | Rapport                         |         |                                                           | Stadion OSiR, Gorzów Wielkopolski Spectateurs : 832 Arbitrage : Mateusz Jenda | Stadion OSiR, Gorzów Wielkopolski Spectateurs : 832 Arbitrage : Mateusz Jenda |

| 29 octobre 2019 | Rekord Bielsko-Biała (D4) | 0 – 2   | Górnik Łęczna (D3)                   |                                                                             |                                                                             |
| 13 h (CET)      |                           | (0 – 0) | 54e Wojciechowski · 90e Korczakowski | Stadion Rekord, Bielsko-Biała Spectateurs : 422 Arbitrage : Bartosz Owsiany | Stadion Rekord, Bielsko-Biała Spectateurs : 422 Arbitrage : Bartosz Owsiany |
| 13 h (CET)      | Rapport                   |         |                                      | Stadion Rekord, Bielsko-Biała Spectateurs : 422 Arbitrage : Bartosz Owsiany | Stadion Rekord, Bielsko-Biała Spectateurs : 422 Arbitrage : Bartosz Owsiany |

| 29 octobre 2019 | Błękitni Stargard (D3)                  | 3 – 0   | Sandecja Nowy Sącz (D2) |                                                                      |                                                                      |
| 13 h (CET)      | Sanocki 40e · Fadecki 66e · Kurbiel 77e | (1 – 0) | 18e, 59e Szufryn        | Stade municipal, Stargard Spectateurs : 297 Arbitrage : Maciej Pelka | Stade municipal, Stargard Spectateurs : 297 Arbitrage : Maciej Pelka |
| 13 h (CET)      | Rapport                                 |         |                         | Stade municipal, Stargard Spectateurs : 297 Arbitrage : Maciej Pelka | Stade municipal, Stargard Spectateurs : 297 Arbitrage : Maciej Pelka |

| 29 octobre 2019 | Radomiak Radom (D2) | 1 – 2   | GKS Tychy (D2)           |                                                                      |                                                                      |
| 13 h (CET)      | Winsztal 54e        | (0 – 0) | 69e Krišto · 90e Lewicki | Stadion MOSiR, Radom Spectateurs : 1 532 Arbitrage : Marcin Kochanek | Stadion MOSiR, Radom Spectateurs : 1 532 Arbitrage : Marcin Kochanek |
| 13 h (CET)      | Rapport             |         |                          | Stadion MOSiR, Radom Spectateurs : 1 532 Arbitrage : Marcin Kochanek | Stadion MOSiR, Radom Spectateurs : 1 532 Arbitrage : Marcin Kochanek |

| 29 octobre 2019 | Resovia (D3) | 0 – 4   | Lech Poznań (D1)                                  |                                                                       |                                                                       |
| 13 h (CET)      |              | (0 – 2) | 38e 45e Gytkjær · 47e Kostevych · 54e Marchwiński | Stadion Resovii, Rzeszów Spectateurs : 3 200 Arbitrage : Wojciech Myć | Stadion Resovii, Rzeszów Spectateurs : 3 200 Arbitrage : Wojciech Myć |
| 13 h (CET)      | Rapport      |         |                                                   | Stadion Resovii, Rzeszów Spectateurs : 3 200 Arbitrage : Wojciech Myć | Stadion Resovii, Rzeszów Spectateurs : 3 200 Arbitrage : Wojciech Myć |

| 29 octobre 2019 | Bytovia Bytów (D3)           | 2 – 3 a. p.    | Cracovia (D1)                      |                                                                         |                                                                         |
| 17 h 30 (CET)   | Feruga 56e (pen.) · Giel 73e | (0 – 0, 2 – 2) | 64e 120+4e Jablonský · 88e Čečarić | Stade municipal, Bytów Spectateurs : 1 169 Arbitrage : Jarosław Przybył | Stade municipal, Bytów Spectateurs : 1 169 Arbitrage : Jarosław Przybył |
| 17 h 30 (CET)   | Rapport                      |                |                                    | Stade municipal, Bytów Spectateurs : 1 169 Arbitrage : Jarosław Przybył | Stade municipal, Bytów Spectateurs : 1 169 Arbitrage : Jarosław Przybył |

| 29 octobre 2019 | Miedź Legnica (D2) | 1 – 0 a. p.    | GKS 1962 Jastrzębie (D2) |                                                                             |                                                                             |
| 19 h (CET)      | Drazik 108e (csc)  | (0 – 0, 0 – 0) |                          | Stade municipal, Legnica Spectateurs : 2 356 Arbitrage : Damian Sylwestrzak | Stade municipal, Legnica Spectateurs : 2 356 Arbitrage : Damian Sylwestrzak |
| 19 h (CET)      | Rapport            |                |                          | Stade municipal, Legnica Spectateurs : 2 356 Arbitrage : Damian Sylwestrzak | Stade municipal, Legnica Spectateurs : 2 356 Arbitrage : Damian Sylwestrzak |

| 29 octobre 2019 | ŁKS Łódź (D1)           | 2 – 0   | Górnik Zabrze (D1) |                                                                          |                                                                          |
| 20 h 30 (CET)   | Pirulo 41e · Trąbka 78e | (1 – 0) |                    | Stade municipal, Łódź Spectateurs : 2 708 Arbitrage : Tomasz Kwiatkowski | Stade municipal, Łódź Spectateurs : 2 708 Arbitrage : Tomasz Kwiatkowski |
| 20 h 30 (CET)   | Rapport                 |         |                    | Stade municipal, Łódź Spectateurs : 2 708 Arbitrage : Tomasz Kwiatkowski | Stade municipal, Łódź Spectateurs : 2 708 Arbitrage : Tomasz Kwiatkowski |

| 30 octobre 2019 | Chełmianka Chełm (D4) | 0 – 2   | Lechia Gdańsk (D1)            |                                                                       |                                                                       |
| 13 h (CET)      |                       | (0 – 1) | 5e Nalepa · 73e (pen.) Paixão | Stade municipal, Chełm Spectateurs : 2 200 Arbitrage : Mariusz Złotek | Stade municipal, Chełm Spectateurs : 2 200 Arbitrage : Mariusz Złotek |
| 13 h (CET)      | Rapport               |         |                               | Stade municipal, Chełm Spectateurs : 2 200 Arbitrage : Mariusz Złotek | Stade municipal, Chełm Spectateurs : 2 200 Arbitrage : Mariusz Złotek |

| 30 octobre 2019 | Stal Stalowa Wola (D3) | 1 – 1 4 – 3 t. a. b. | GKS Katowice (D3) |                                                                     |                                                                     |
| 13 h (CET)      | Kiercz 9e              | (1 – 0, 1 – 1)       | 63e (csc) Płonka  | Izo Arena, Boguchwała Spectateurs : 75 Arbitrage : Robert Marciniak | Izo Arena, Boguchwała Spectateurs : 75 Arbitrage : Robert Marciniak |
| 13 h (CET)      | Rapport                |                      |                   | Izo Arena, Boguchwała Spectateurs : 75 Arbitrage : Robert Marciniak | Izo Arena, Boguchwała Spectateurs : 75 Arbitrage : Robert Marciniak |
| 13 h (CET)      | Tirs au but 4 – 3      |                      |                   | Izo Arena, Boguchwała Spectateurs : 75 Arbitrage : Robert Marciniak | Izo Arena, Boguchwała Spectateurs : 75 Arbitrage : Robert Marciniak |

| 30 octobre 2019 | Stal Mielec (D2)          | 2 – 0   | Pogoń Szczecin (D1) |                                                                       |                                                                       |
| 17 h 30 (CET)   | Paluchowski 36e · Mak 49e | (1 – 0) |                     | Stade municipal, Mielec Spectateurs : 2 983 Arbitrage : Tomasz Musiał | Stade municipal, Mielec Spectateurs : 2 983 Arbitrage : Tomasz Musiał |
| 17 h 30 (CET)   | Rapport                   |         |                     | Stade municipal, Mielec Spectateurs : 2 983 Arbitrage : Tomasz Musiał | Stade municipal, Mielec Spectateurs : 2 983 Arbitrage : Tomasz Musiał |

| 30 octobre 2019 | Olimpia Elbląg (D3) | 0 – 4   | Raków Częstochowa (D1)                             |                                                                    |                                                                    |
| 18 h (CET)      |                     | (0 – 2) | Brown Forbes 3e 24e 79e · Sapała 68e · Kolev 90+3e | Stade municipal, Elbląg Spectateurs : 1 150 Arbitrage : Damian Kos | Stade municipal, Elbląg Spectateurs : 1 150 Arbitrage : Damian Kos |
| 18 h (CET)      | Rapport             |         |                                                    | Stade municipal, Elbląg Spectateurs : 1 150 Arbitrage : Damian Kos | Stade municipal, Elbląg Spectateurs : 1 150 Arbitrage : Damian Kos |

| 30 octobre 2019 | Legia II Varsovie rés. (D4) | 1 – 0   | Odra Opole (D2) |                                                                      |                                                                      |
| 18 h 10 (CET)   | Konik 75e                   | (0 – 0) |                 | Dozbud Arena, Ząbki Spectateurs : 350 Arbitrage : Patryk Gryckiewicz | Dozbud Arena, Ząbki Spectateurs : 350 Arbitrage : Patryk Gryckiewicz |
| 18 h 10 (CET)   | Rapport                     |         |                 | Dozbud Arena, Ząbki Spectateurs : 350 Arbitrage : Patryk Gryckiewicz | Dozbud Arena, Ząbki Spectateurs : 350 Arbitrage : Patryk Gryckiewicz |

| 30 octobre 2019 | Pogoń Siedlce (D3) | 0 – 4   | Piast Gliwice (D1)                              |                                                                          |                                                                          |
| 18 h 30 (CET)   |                    | (0 – 2) | Tuszyński 37e 79e · Konczkowski 45e · Alves 76e | Stadion ROSRRiT, Siedlce Spectateurs : 1 703 Arbitrage : Karol Iwanowicz | Stadion ROSRRiT, Siedlce Spectateurs : 1 703 Arbitrage : Karol Iwanowicz |
| 18 h 30 (CET)   | Rapport            |         |                                                 | Stadion ROSRRiT, Siedlce Spectateurs : 1 703 Arbitrage : Karol Iwanowicz | Stadion ROSRRiT, Siedlce Spectateurs : 1 703 Arbitrage : Karol Iwanowicz |

| 30 octobre 2019 | Widzew Łódź (D3)                         | 2 – 3   | Legia Varsovie (D1)                   |                                                                                 |                                                                                 |
| 20 h 30 (CET)   | Robak 58e (pen.) · Jędrzejczyk 73e (csc) | (0 – 0) | 48e Kanté · 51e Wszołek · 84e Lewczuk | Stade Ludwik-Sobolewski, Łódź Spectateurs : 16 723 Arbitrage : Szymon Marciniak | Stade Ludwik-Sobolewski, Łódź Spectateurs : 16 723 Arbitrage : Szymon Marciniak |
| 20 h 30 (CET)   | Rapport                                  |         |                                       | Stade Ludwik-Sobolewski, Łódź Spectateurs : 16 723 Arbitrage : Szymon Marciniak | Stade Ludwik-Sobolewski, Łódź Spectateurs : 16 723 Arbitrage : Szymon Marciniak |

| 31 octobre 2019 | Stomil Olsztyn (D2) | 0 – 0 4 – 1 t. a. b. | Wisła Płock (D1) |                                                                     |                                                                     |
| 17 h 30 (CET)   |                     | (0 – 0, 0 – 0)       | Zawada 36e, 71e  | Stadion OSiR, Olsztyn Spectateurs : 1 932 Arbitrage : Artur Aluszyk | Stadion OSiR, Olsztyn Spectateurs : 1 932 Arbitrage : Artur Aluszyk |
| 17 h 30 (CET)   | Rapport             |                      |                  | Stadion OSiR, Olsztyn Spectateurs : 1 932 Arbitrage : Artur Aluszyk | Stadion OSiR, Olsztyn Spectateurs : 1 932 Arbitrage : Artur Aluszyk |
| 17 h 30 (CET)   | Tirs au but 4 – 1   |                      |                  | Stadion OSiR, Olsztyn Spectateurs : 1 932 Arbitrage : Artur Aluszyk | Stadion OSiR, Olsztyn Spectateurs : 1 932 Arbitrage : Artur Aluszyk |

### Huitièmes de finale
Les matchs ont lieu les 3, 4 et 5 décembre 2019. Le tirage au sort a lieu le 5 novembre, au siège de la fédération.
| 3 décembre 2019 | Legia II Varsovie rés. (D4) | 0 – 2   | Piast Gliwice (D1)       | Dozbud Arena, Ząbki                       |                                           |
| 17 h 45 (CET)   |                             | (0 – 1) | 14e 63e 85e (pen.) Badía | Spectateurs : 773 Arbitrage : Paweł Pskit | Spectateurs : 773 Arbitrage : Paweł Pskit |
| 17 h 45 (CET)   | Rapport                     |         |                          | Spectateurs : 773 Arbitrage : Paweł Pskit | Spectateurs : 773 Arbitrage : Paweł Pskit |

| 3 décembre 2019 | Górnik Łęczna (D3) | 0 – 2   | Legia Varsovie (D1)    | Stade du Górnik Łęczna, Łęczna                    |                                                   |
| 20 h 45 (CET)   |                    | (0 – 1) | 40e Gvilia · 48e Kanté | Spectateurs : 5 416 Arbitrage : Zbigniew Dobrynin | Spectateurs : 5 416 Arbitrage : Zbigniew Dobrynin |
| 20 h 45 (CET)   | Rapport            |         |                        | Spectateurs : 5 416 Arbitrage : Zbigniew Dobrynin | Spectateurs : 5 416 Arbitrage : Zbigniew Dobrynin |

| 4 décembre 2019 | Stal Stalowa Wola (D3) | 0 – 2   | Lech Poznań (D1)          | Izo Arena, Boguchwała                            |                                                  |
| 12 h 15 (CET)   |                        | (0 – 1) | 2e Puchacz · 69e Dejewski | Spectateurs : 450 Arbitrage : Sebastian Jarzębak | Spectateurs : 450 Arbitrage : Sebastian Jarzębak |
| 12 h 15 (CET)   | Rapport                |         |                           | Spectateurs : 450 Arbitrage : Sebastian Jarzębak | Spectateurs : 450 Arbitrage : Sebastian Jarzębak |

| 4 décembre 2019 | Lechia Gdańsk (D1)                              | 3 – 2   | Zagłębie Lubin (D1)               | Stade Energa, Gdańsk                          |                                               |
| 17 h 45 (CET)   | Makowski 54e · Haraslín 55e · Paixão 63e (pen.) | (0 – 2) | 27e Živec · 43e Bohar · 86e Živec | Spectateurs : 6 213 Arbitrage : Tomasz Musiał | Spectateurs : 6 213 Arbitrage : Tomasz Musiał |
| 17 h 45 (CET)   | Rapport                                         |         |                                   | Spectateurs : 6 213 Arbitrage : Tomasz Musiał | Spectateurs : 6 213 Arbitrage : Tomasz Musiał |

| 4 décembre 2019 | GKS Tychy (D2)             | 2 – 0   | ŁKS Łódź (D1) | Stade municipal, Tychy                         |                                                |
| 20 h 45 (CET)   | Szumilas 72e · Biernat 80e | (0 – 0) |               | Spectateurs : 4 418 Arbitrage : Łukasz Szczech | Spectateurs : 4 418 Arbitrage : Łukasz Szczech |
| 20 h 45 (CET)   | Rapport                    |         |               | Spectateurs : 4 418 Arbitrage : Łukasz Szczech | Spectateurs : 4 418 Arbitrage : Łukasz Szczech |

| 5 décembre 2019 | Błękitni Stargard (D3) | 1 – 2   | Stal Mielec (D2)          | Stade municipal, Stargard                        |                                                  |
| 12 h 15 (CET)   | Kurbiel 36e            | (1 – 1) | 27e Paluchowski · 70e Mak | Spectateurs : 594 Arbitrage : Dominik Sulikowski | Spectateurs : 594 Arbitrage : Dominik Sulikowski |
| 12 h 15 (CET)   | Rapport                |         |                           | Spectateurs : 594 Arbitrage : Dominik Sulikowski | Spectateurs : 594 Arbitrage : Dominik Sulikowski |

| 5 décembre 2019 | Miedź Legnica (D2)                                           | 1 – 1             | Stomil Olsztyn (D2)                                             | Stade municipal, Legnica                      |                                               |
| 17 h 45 (CET)   | Makuch 90e                                                   | (0 – 0)           | 57e (pen.) Sobczak                                              | Spectateurs : 2 964 Arbitrage : Artur Aluszyk | Spectateurs : 2 964 Arbitrage : Artur Aluszyk |
| 17 h 45 (CET)   | Rapport                                                      |                   |                                                                 | Spectateurs : 2 964 Arbitrage : Artur Aluszyk | Spectateurs : 2 964 Arbitrage : Artur Aluszyk |
| 17 h 45 (CET)   | Marquitos · Šabala · Warcholak · Kort · Bartczak · Zieliński | Tirs au but 4 – 3 | Lech · Tarasenko · Biedrzycki · Molloy · Siemaszko · Gancarczyk | Spectateurs : 2 964 Arbitrage : Artur Aluszyk | Spectateurs : 2 964 Arbitrage : Artur Aluszyk |

| 5 décembre 2019 | Cracovia (D1)                      | 0 – 0             | Raków Częstochowa (D1)    | Stade Józef-Piłsudski, Cracovie                  |                                                  |
| 20 h 45 (CET)   |                                    | (0 – 0)           |                           | Spectateurs : 5 124 Arbitrage : Jarosław Przybył | Spectateurs : 5 124 Arbitrage : Jarosław Przybył |
| 20 h 45 (CET)   | Rapport                            |                   |                           | Spectateurs : 5 124 Arbitrage : Jarosław Przybył | Spectateurs : 5 124 Arbitrage : Jarosław Przybył |
| 20 h 45 (CET)   | Gol · Jablonský · Dytyatev · Dimun | Tirs au but 4 – 1 | Schwarz · Jach · Domański | Spectateurs : 5 124 Arbitrage : Jarosław Przybył | Spectateurs : 5 124 Arbitrage : Jarosław Przybył |

### Quarts de finale
Les matchs sont prévus à l'origine les 10, 11, 17 et 18 mars 2020.
Les deux derniers sont finalement reportés aux 26 et 27 mai pour cause de pandémie de Covid-19. Toutes les rencontres sont jouées à huis clos pour la même raison.
| 10 mars 2020 | GKS Tychy (D2) | 1 – 2 a. p.    | Cracovia (D1)                     | Stade municipal, Tychy     |                            |
| 18 h (CET)   | Szumilas 90e   | (0 – 0, 1 – 1) | 51e Wdowiak · 115e van Amersfoort | Arbitrage : Łukasz Szczech | Arbitrage : Łukasz Szczech |
| 18 h (CET)   | Rapport        |                |                                   | Arbitrage : Łukasz Szczech | Arbitrage : Łukasz Szczech |

| 11 mars 2020 | Lechia Gdańsk (D1)        | 2 – 1   | Piast Gliwice (D1) | Stade Energa, Gdańsk          |                               |
| 18 h (CET)   | Zé Gomes 57e · Paixão 64e | (0 – 0) | 82e Vida           | Arbitrage : Krzysztof Jakubik | Arbitrage : Krzysztof Jakubik |
| 18 h (CET)   | Rapport                   |         |                    | Arbitrage : Krzysztof Jakubik | Arbitrage : Krzysztof Jakubik |

| 26 mai 2020    | Miedź Legnica (D2) | 1 – 2   | Legia Varsovie (D1)                      | Stade municipal, Legnica       |                                |
| 20 h 10 (CEST) | Zieliński 88e      | (0 – 1) | 17e Gvilia · 49e Cholewiak · 80e Lewczuk | Arbitrage : Bartosz Frankowski | Arbitrage : Bartosz Frankowski |
| 20 h 10 (CEST) | Rapport            |         |                                          | Arbitrage : Bartosz Frankowski | Arbitrage : Bartosz Frankowski |

| 27 mai 2020    | Stal Mielec (D2) | 1 – 3   | Lech Poznań (D1)                             | Stadion Stali Mielec, Mielec |                       |
| 20 h 10 (CEST) | Nowak 45e        | (1 – 2) | 5e Ramírez · 34e Zhamaletdinov · 82e Jóźwiak | Arbitrage : Paweł Gil        | Arbitrage : Paweł Gil |
| 20 h 10 (CEST) | Rapport          |         |                                              | Arbitrage : Paweł Gil        | Arbitrage : Paweł Gil |

### Demi-finales
Les matchs, prévus à l'origine le 8 avril, ont lieu les 7 et 8 juillet 2020. La capacité d'accueil des stades est limitée à 25 % de spectateurs au maximum.
| 7 juillet 2020 | Cracovia (D1)              | 3 – 0   | Legia Varsovie (D1) | Stade Józef-Piłsudski, Cracovie                    |                                                    |
| 20 h (CEST)    | Wdowiak 5e 82e · Helik 14e | (2 – 0) |                     | Spectateurs : 3 498 Arbitrage : Bartosz Frankowski | Spectateurs : 3 498 Arbitrage : Bartosz Frankowski |
| 20 h (CEST)    | Rapport                    |         |                     | Spectateurs : 3 498 Arbitrage : Bartosz Frankowski | Spectateurs : 3 498 Arbitrage : Bartosz Frankowski |

| 8 juillet 2020 | Lech Poznań (D1)                                          | 1 – 1             | Lechia Gdańsk (D1)                                        | Stade municipal, Poznań                       |                                               |
| 20 h (CEST)    | Ramírez 65e                                               | (0 – 0)           | 62e Paixão                                                | Spectateurs : 7 192 Arbitrage : Tomasz Musiał | Spectateurs : 7 192 Arbitrage : Tomasz Musiał |
| 20 h (CEST)    | Rapport                                                   |                   |                                                           | Spectateurs : 7 192 Arbitrage : Tomasz Musiał | Spectateurs : 7 192 Arbitrage : Tomasz Musiał |
| 20 h (CEST)    | Gytkjær · Moder · Šatka · Marchwiński · Ramírez · Jóźwiak | Tirs au but 3 – 4 | Kubicki · Pietrzak · Zwoliński · Kryeziu · Paixão · Gajos | Spectateurs : 7 192 Arbitrage : Tomasz Musiał | Spectateurs : 7 192 Arbitrage : Tomasz Musiał |

### Finale
Initialement prévue le 2 mai 2020 (lors du jour du drapeau) au stade national de Varsovie, la finale est reportée au 24 juillet en raison de la pandémie de Covid-19,. La fédération polonaise de football décide également de la déplacer à l'Arena Lublin, stade inauguré en 2014 et qui peut accueillir au maximum 15 500 personnes, afin de limiter les coûts d'organisation alors que les stades polonais ne peuvent recevoir qu'un nombre limité de spectateurs (vingt-cinq pour cent). La ville de Lublin, située dans la voïvodie du même nom peu touchée par la pandémie, accueille la finale de la Coupe de Pologne pour la deuxième fois de son histoire, après 1979 et la victoire de l'Arka Gdynia sur le Wisła Cracovie.
| Titulaires :    |                      |        |
|                 |                      |        |
| 31              | Lukáš Hroššo         |        |
| 33              | Kamil Pestka         |        |
| 85              | David Jablonský      |        |
| 39              | Michał Helik         |        |
| 2               | Cornel Râpă          |        |
| 4               | Sergiu Hanca         | 119e   |
| 22              | Florian Loshaj       | 113e   |
| 10              | Pelle van Amersfoort |        |
| 14              | Ivan Fiolić          | 120+1e |
| 11              | Mateusz Wdowiak      |        |
| 21              | Rafael Lopes         | 82e    |
|                 |                      |        |
| Remplaçants :   |                      |        |
| 40              | Michal Peškovič      |        |
| 34              | Oleksiy Dytyatev     | 120+1e |
| 87              | Diego Ferraresso     |        |
| 3               | Michal Sipľak        | 119e   |
| 8               | Milan Dimun          | 113e   |
| 25              | Michał Rakoczy       |        |
| 7               | Thiago               |        |
| 97              | Daniel Pik           |        |
| 99              | Tomáš Vestenický     | 82e    |
|                 |                      |        |
| Entraîneur :    |                      |        |
| Michał Probierz |                      |        |

| Titulaires :    |                   |      |
|                 |                   |      |
| 1               | Zlatan Alomerović |      |
| 19              | Karol Fila        |      |
| 23              | Mario Maloča      |      |
| 25              | Michał Nalepa     |      |
| 4               | Rafał Pietrzak    | 53e  |
| 7               | Maciej Gajos      | 71e  |
| 8               | Omran Haydary     | 83e  |
| 36              | Tomasz Makowski   |      |
| 6               | Jarosław Kubicki  |      |
| 31              | Žarko Udovičić    |      |
| 28              | Flávio Paixão     | 107e |
|                 |                   |      |
| Remplaçants :   |                   |      |
| 12              | Dušan Kuciak      |      |
| 20              | Conrado           | 53e  |
| 77              | Rafał Kobryń      |      |
| 88              | Jakub Kałuziński  |      |
| 80              | Egzon Kryeziu     | 107e |
| 11              | Jaroslav Mihalík  |      |
| 17              | José Gomes        |      |
| 9               | Patryk Lipski     | 83e  |
| 24              | Łukasz Zwoliński  | 71e  |
|                 |                   |      |
| Entraîneur :    |                   |      |
| Piotr Stokowiec |                   |      |

| Titulaires :    |                      |        |
|                 |                      |        |
| 31              | Lukáš Hroššo         |        |
| 33              | Kamil Pestka         |        |
| 85              | David Jablonský      |        |
| 39              | Michał Helik         |        |
| 2               | Cornel Râpă          |        |
| 4               | Sergiu Hanca         | 119e   |
| 22              | Florian Loshaj       | 113e   |
| 10              | Pelle van Amersfoort |        |
| 14              | Ivan Fiolić          | 120+1e |
| 11              | Mateusz Wdowiak      |        |
| 21              | Rafael Lopes         | 82e    |
|                 |                      |        |
| Remplaçants :   |                      |        |
| 40              | Michal Peškovič      |        |
| 34              | Oleksiy Dytyatev     | 120+1e |
| 87              | Diego Ferraresso     |        |
| 3               | Michal Sipľak        | 119e   |
| 8               | Milan Dimun          | 113e   |
| 25              | Michał Rakoczy       |        |
| 7               | Thiago               |        |
| 97              | Daniel Pik           |        |
| 99              | Tomáš Vestenický     | 82e    |
|                 |                      |        |
| Entraîneur :    |                      |        |
| Michał Probierz |                      |        |

| Titulaires :    |                   |      |
|                 |                   |      |
| 1               | Zlatan Alomerović |      |
| 19              | Karol Fila        |      |
| 23              | Mario Maloča      |      |
| 25              | Michał Nalepa     |      |
| 4               | Rafał Pietrzak    | 53e  |
| 7               | Maciej Gajos      | 71e  |
| 8               | Omran Haydary     | 83e  |
| 36              | Tomasz Makowski   |      |
| 6               | Jarosław Kubicki  |      |
| 31              | Žarko Udovičić    |      |
| 28              | Flávio Paixão     | 107e |
|                 |                   |      |
| Remplaçants :   |                   |      |
| 12              | Dušan Kuciak      |      |
| 20              | Conrado           | 53e  |
| 77              | Rafał Kobryń      |      |
| 88              | Jakub Kałuziński  |      |
| 80              | Egzon Kryeziu     | 107e |
| 11              | Jaroslav Mihalík  |      |
| 17              | José Gomes        |      |
| 9               | Patryk Lipski     | 83e  |
| 24              | Łukasz Zwoliński  | 71e  |
|                 |                   |      |
| Entraîneur :    |                   |      |
| Piotr Stokowiec |                   |      |

## Tableau final
|  | Huitièmes de finale    | Huitièmes de finale    | Huitièmes de finale | Huitièmes de finale |               |               | Quarts de finale | Quarts de finale | Quarts de finale | Quarts de finale |  |  | Demi-finales | Demi-finales | Demi-finales | Demi-finales |  |  | Finale                         | Finale | Finale | Finale |
|  |                        |                        |                     |                     |               |               |                  |                  |                  |                  |  |  |              |              |              |              |  |  |                                |        |        |        |
|  |                        |                        |                     |                     |               |               |                  |                  |                  |                  |  |  |              |              |              |              |  |  | 24 juillet 2020 – Arena Lublin |        |        |        |
|  | GKS Tychy              | GKS Tychy              | 2                   | 2                   |               |               |                  |                  |                  |                  |  |  |              |              |              |              |  |  |                                |        |        |        |
|  | GKS Tychy              | GKS Tychy              | 2                   | 2                   |               |               |                  |                  |                  |                  |  |  |              |              |              |              |  |  |                                |        |        |        |
|  | ŁKS Łódź               | ŁKS Łódź               | 0                   | 0                   |               |               |                  |                  |                  |                  |  |  |              |              |              |              |  |  |                                |        |        |        |
|  | ŁKS Łódź               | ŁKS Łódź               | 0                   | 0                   | GKS Tychy     | GKS Tychy     | 1                | 1                |                  |                  |  |  |              |              |              |              |  |  |                                |        |        |        |
|  |                        |                        |                     |                     | GKS Tychy     | GKS Tychy     | 1                | 1                |                  |                  |  |  |              |              |              |              |  |  |                                |        |        |        |
|  |                        |                        | Cracovia            | Cracovia            | 2 ap          | 2 ap          |                  |                  |                  |                  |  |  |              |              |              |              |  |  |                                |        |        |        |
|  | Cracovia               | Cracovia               | Cracovia            | Cracovia            | 2 ap          | 2 ap          | 0 (4)            | 0 (4)            |                  |                  |  |  |              |              |              |              |  |  |                                |        |        |        |
|  | Cracovia               | Cracovia               |                     |                     |               |               |                  | 0 (4)            |                  |                  |  |  |              |              |              |              |  |  |                                |        |        |        |
|  | Raków Częstochowa      | Raków Częstochowa      | 0 (1)               | 0 (1)               |               |               |                  |                  |                  |                  |  |  |              |              |              |              |  |  |                                |        |        |        |
|  | Raków Częstochowa      | Raków Częstochowa      | 0 (1)               | 0 (1)               | Cracovia      | Cracovia      | 3                | 3                |                  |                  |  |  |              |              |              |              |  |  |                                |        |        |        |
|  |                        |                        |                     |                     | Cracovia      | Cracovia      | 3                | 3                |                  |                  |  |  |              |              |              |              |  |  |                                |        |        |        |
|  |                        |                        | Legia Varsovie      | Legia Varsovie      | 0             | 0             |                  |                  |                  |                  |  |  |              |              |              |              |  |  |                                |        |        |        |
|  | Miedź Legnica          | Miedź Legnica          | Legia Varsovie      | Legia Varsovie      | 0             | 0             | 1 (4)            | 1 (4)            |                  |                  |  |  |              |              |              |              |  |  |                                |        |        |        |
|  | Miedź Legnica          | Miedź Legnica          |                     |                     |               |               |                  | 1 (4)            |                  |                  |  |  |              |              |              |              |  |  |                                |        |        |        |
|  | Stomil Olsztyn         | Stomil Olsztyn         | 1 (3)               | 1 (3)               |               |               |                  |                  |                  |                  |  |  |              |              |              |              |  |  |                                |        |        |        |
|  | Stomil Olsztyn         | Stomil Olsztyn         | 1 (3)               | 1 (3)               | Miedź Legnica | Miedź Legnica | 1                | 1                |                  |                  |  |  |              |              |              |              |  |  |                                |        |        |        |
|  |                        |                        |                     |                     | Miedź Legnica | Miedź Legnica | 1                | 1                |                  |                  |  |  |              |              |              |              |  |  |                                |        |        |        |
|  |                        |                        | Legia Varsovie      | Legia Varsovie      | 2             | 2             |                  |                  |                  |                  |  |  |              |              |              |              |  |  |                                |        |        |        |
|  | Górnik Łęczna          | Górnik Łęczna          | Legia Varsovie      | Legia Varsovie      | 2             | 2             | 0                | 0                |                  |                  |  |  |              |              |              |              |  |  |                                |        |        |        |
|  | Górnik Łęczna          | Górnik Łęczna          |                     |                     |               |               |                  | 0                |                  |                  |  |  |              |              |              |              |  |  |                                |        |        |        |
|  | Legia Varsovie         | Legia Varsovie         | 2                   | 2                   |               |               |                  |                  |                  |                  |  |  |              |              |              |              |  |  |                                |        |        |        |
|  | Legia Varsovie         | Legia Varsovie         | 2                   | 2                   | Cracovia      | Cracovia      | 3 ap             | 3 ap             |                  |                  |  |  |              |              |              |              |  |  |                                |        |        |        |
|  |                        |                        |                     |                     | Cracovia      | Cracovia      | 3 ap             | 3 ap             |                  |                  |  |  |              |              |              |              |  |  |                                |        |        |        |
|  |                        |                        | Lechia Gdańsk       | Lechia Gdańsk       | 2             | 2             |                  |                  |                  |                  |  |  |              |              |              |              |  |  |                                |        |        |        |
|  | Błękitni Stargard      | Błękitni Stargard      | Lechia Gdańsk       | Lechia Gdańsk       | 2             | 2             | 1                | 1                |                  |                  |  |  |              |              |              |              |  |  |                                |        |        |        |
|  | Błękitni Stargard      | Błękitni Stargard      |                     |                     |               |               |                  | 1                |                  |                  |  |  |              |              |              |              |  |  |                                |        |        |        |
|  | Stal Mielec            | Stal Mielec            | 2                   | 2                   |               |               |                  |                  |                  |                  |  |  |              |              |              |              |  |  |                                |        |        |        |
|  | Stal Mielec            | Stal Mielec            | 2                   | 2                   | Stal Mielec   | Stal Mielec   | 1                | 1                |                  |                  |  |  |              |              |              |              |  |  |                                |        |        |        |
|  |                        |                        |                     |                     | Stal Mielec   | Stal Mielec   | 1                | 1                |                  |                  |  |  |              |              |              |              |  |  |                                |        |        |        |
|  |                        |                        | Lech Poznań         | Lech Poznań         | 3             | 3             |                  |                  |                  |                  |  |  |              |              |              |              |  |  |                                |        |        |        |
|  | Stal Stalowa Wola      | Stal Stalowa Wola      | Lech Poznań         | Lech Poznań         | 3             | 3             | 0                | 0                |                  |                  |  |  |              |              |              |              |  |  |                                |        |        |        |
|  | Stal Stalowa Wola      | Stal Stalowa Wola      |                     |                     |               |               |                  | 0                |                  |                  |  |  |              |              |              |              |  |  |                                |        |        |        |
|  | Lech Poznań            | Lech Poznań            | 2                   | 2                   |               |               |                  |                  |                  |                  |  |  |              |              |              |              |  |  |                                |        |        |        |
|  | Lech Poznań            | Lech Poznań            | 2                   | 2                   | Lech Poznań   | Lech Poznań   | 1 (3)            | 1 (3)            |                  |                  |  |  |              |              |              |              |  |  |                                |        |        |        |
|  |                        |                        |                     |                     | Lech Poznań   | Lech Poznań   | 1 (3)            | 1 (3)            |                  |                  |  |  |              |              |              |              |  |  |                                |        |        |        |
|  |                        |                        | Lechia Gdańsk       | Lechia Gdańsk       | 1 (4)         | 1 (4)         |                  |                  |                  |                  |  |  |              |              |              |              |  |  |                                |        |        |        |
|  | Lechia Gdańsk          | Lechia Gdańsk          | Lechia Gdańsk       | Lechia Gdańsk       | 1 (4)         | 1 (4)         | 3                | 3                |                  |                  |  |  |              |              |              |              |  |  |                                |        |        |        |
|  | Lechia Gdańsk          | Lechia Gdańsk          |                     |                     |               |               |                  | 3                |                  |                  |  |  |              |              |              |              |  |  |                                |        |        |        |
|  | Zagłębie Lubin         | Zagłębie Lubin         | 2                   | 2                   |               |               |                  |                  |                  |                  |  |  |              |              |              |              |  |  |                                |        |        |        |
|  | Zagłębie Lubin         | Zagłębie Lubin         | 2                   | 2                   | Lechia Gdańsk | Lechia Gdańsk | 2                | 2                |                  |                  |  |  |              |              |              |              |  |  |                                |        |        |        |
|  |                        |                        |                     |                     | Lechia Gdańsk | Lechia Gdańsk | 2                | 2                |                  |                  |  |  |              |              |              |              |  |  |                                |        |        |        |
|  |                        |                        | Piast Gliwice       | Piast Gliwice       | 1             | 1             |                  |                  |                  |                  |  |  |              |              |              |              |  |  |                                |        |        |        |
|  | Legia II Varsovie rés. | Legia II Varsovie rés. | Piast Gliwice       | Piast Gliwice       | 1             | 1             | 0                | 0                |                  |                  |  |  |              |              |              |              |  |  |                                |        |        |        |
|  | Legia II Varsovie rés. | Legia II Varsovie rés. |                     |                     |               |               |                  | 0                |                  |                  |  |  |              |              |              |              |  |  |                                |        |        |        |
|  | Piast Gliwice          | Piast Gliwice          | 2                   | 2                   |               |               |                  |                  |                  |                  |  |  |              |              |              |              |  |  |                                |        |        |        |
|  | Piast Gliwice          | Piast Gliwice          | 2                   | 2                   |               |               |                  |                  |                  |                  |  |  |              |              |              |              |  |  |                                |        |        |        |
|  |                        |                        |                     |                     |               |               |                  |                  |                  |                  |  |  |              |              |              |              |  |  |                                |        |        |        |

## Meilleurs buteurs
Statistiques finales.
5 buts
- Flávio Paixão (Lechia Gdańsk)

4 buts
- Gerard Badía (en) (Piast Gliwice)
- Mateusz Wdowiak (Cracovia)

3 buts
- Wojciech Fadecki (Błękitni Stargard)
- Christian Gytkjær (Lech Poznań)
- David Jablonský (Cracovia)
- José Kanté (Legia Varsovie)
- Mateusz Mak (en) (Stal Mielec)
- Adrian Paluchowski (Stal Mielec)
- Marcin Robak (Widzew Łódź)
- Wojciech Szumilas (GKS Tychy)
- Pelle van Amersfoort (Cracovia)